# Therese Bichsel-Spörri
Therese Bichsel-Spörri (meistens nur Therese Bichsel), Taufname: Maria Theresia Spörri (* 1930; † 11. Juni 2005) war eine Schweizer Schauspielerin.
Sie war seit 1956 mit dem Schriftsteller Peter Bichsel verheiratet und Mutter einer Tochter und eines Sohnes. Einem grösseren Publikum wurde Therese Bichsel unter anderem durch ihre Rollen, die sie am Landschaftstheater Ballenberg spielte, bekannt. Hier trat sie unter anderem in Romeo und Julia auf dem Dorfe und in Elsi, die seltsame Magd (nach Jeremias Gotthelfs gleichnamiger Novelle) auf. Auch am Theater Neumarkt in Zürich feierte sie Erfolge, etwa in Stücken von Friedrich Dürrenmatt. Ausserdem war Bichsel auch in Hörspielen und Filmen zu hören und zu sehen. Im Jahr 2000 wurde sie mit dem Solothurner Theaterpreis ausgezeichnet.